# Маарив (газета)
«Маари́в» (ивр. מעריב‎ — 'вечерняя молитва') — ежедневная израильская газета на иврите. Владелец и главный редактор издания — Шломо Бен-Цви (2012).

## История
Издание было основано 15 февраля 1948 года группой бывших журналистов газеты «Едиот Ахронот», во главе которой стоял Азриэль Карлибах (1909—1956). Первоначально газета называлась «Едиот Маарив», а её первым главным редактором был Азриэль Карлибах, работавший до этого главным редактором газеты «Едиот Ахронот». В 1950-е — 1960-е годы газета имела самый большой тираж среди ежедневных изданий Израиля, но затем уступила позиции «Едиот Ахронот», перейдя на вторую позицию.
В 2004 году «Маарив Ахзакот» запустила информационно-новостной портал «nrg Maariv», где среди прочего публикуется и часть статей из газеты «Маарив».
До 2012 года газета издавалась издательским домом «Маарив», входящим в медиагруппу «Маарив Ахзакот», контрольным пакетом акций которой владело семейство Нимроди. Во главе медиагруппы стоял её президент Яаков Нимроди.
В сентябре 2012 года было заключено соглашение о приобретении «Маарива» издателем и владельцем газеты «Макор Ришон» Шломо Бен-Цви. Сделка предусматривала продажу компанией «Дисконт Хашкаот», контролируемой Нохи Данкнером, газеты и всего её имущества, за исключением типографии. Вскоре началась процедура увольнения многих сотрудников «Маарива», некоторым из которых была предложена работа в новой газете «Софхашавуа».
В апреле 2014 года газета «Маарив» была приобретена Эли Азуром, который контролировал медиагруппу, включающую газеты The Jerusalem Post, «Новости недели», «Софхашавуа», радиостанции «Радио Лело Афсака» («Радио без перерыва»), «Радио 99», спортивные телеканалы и другие медиаактивы. Эли Азур объединил «Маарив» и «Софхашавуа». Объединённую газету редактируют редакторы «Софхашавуа», она издаётся под названием «Маарив хашавуа», а её пятничный выпуск выходит под названием «Маарив софхашавуа»
.

## Главные редакторы газеты
- Азриэль Карлибах (1948—1956)
- Арье Дисенчик (1956—1974)
- Шалом Розенфельд (1974—1980)
- Шмуэль Шницер (1980—1985)
- Идо Дисенчик (1985—1991)
- Дов Юдковский (1991—1992)
- Дан Маргалит (1992)
- Офер Нимроди (1992—1995)
- Яаков Эрез (1995—2002)
- Амнон Данкнер (2002—2007)
- Рути Юваль и Дорон Галезер (2007—2009)
- Йоав Цур (2009—2010)
- Ави Мешулам (2010—2011)
- Нир Хефец (2011—2012)
- Шломо Бен-Цви (2012 — апрель 2014)

## Издания Издательского дома «Маарив»
- «Ат» — журнал для женщин
- «Маарив ле-еладим» — журнал для детей
- «Маарив ле-ноар» — журнал для подростков
- «Рейтинг» — еженедельный журнал, посвящённый телевидению, театру, музыке и кино

## Известные сотрудники «Маарив»
- Эфраим Кишон
- Йосеф (Томи) Лапид
- Амнон Данкнер (в том числе главный редактор в 2002—2007 годах)
- Дан Маргалит (в том числе главный редактор в 1992 году)
- Яир Лапид